# Marion Ballantyne White
Marion Ballantyne White  (* März 1871 in Peoria (Illinois), Vereinigte Staaten; † 30. Januar 1958 in Pasadena, Kalifornien) war eine US-amerikanische Mathematikerin und Hochschullehrerin.

## Leben und Werk
White wurde als das dritte von fünf Kindern der schottischen Lehrerin Jennie E. McLaren und des Schulleiters Samuel Holmes White geboren. Nach dem Precollege in Peoria war sie 1988 Studentin am Smith College und unterrichtete nach einem Jahr an einer öffentlichen Schule in Peoria. Von 1890 bis 1893 studierte sie an der University of Michigan, wo sie 1893 den Bachelor of Philosophy erhielt. Anschließend unterrichtete sie zwei Jahre lang an der High School in Pueblo (Colorado), dann an der Peoria High School. Von 1901 bis 1908 unterrichtete sie an der University of Illinois und erwarb 1906 ihren Master an der University of Wisconsin. Von 1908 bis 1910 promovierte sie bei Gilbert Ames Bliss als dritter Doktorand in Mathematik an der University of Chicago mit der Dissertation: The Dependence of the Focal Point on Curvature in Space Problems of the Calculus of Variations. Sie lehrte als Assistenzprofessorin von 1910 bis 1918 an der University of Kansas und anschließend bis 1930 am Carleton College in Northfield (Minnesota). Hier war sie von 1922 bis 1924 Dekanin der Frauen und wurde 1930 zur außerordentlichen Professorin ernannt. Nach ihrer Pensionierung im Jahr 1937 zog sie nach Pasadena, Kalifornien, wo sie die letzten zwei Jahrzehnte ihres Lebens verbrachte.

## Mitgliedschaften
- Mathematical Association of America
- American Mathematical Society
- Phi Beta Kappa
- American Association of University Women

## Veröffentlichungen (Auswahl)
- 1907: The asymptotic lines on the anchor ring. Ann. of Math. 2nd ser., 8
- 1912: The dependence of focal points upon curvature for problems of the calculus of variations in space. Trans. Amer. Math. Soc. 13
- 2013: Asymptotic Lines on the Anchor Ring, ISBN 978-1289929688